# Chiesa di Santo Stefano (Grezzano)
La chiesa di Santo Stefano è un luogo di culto cattolico di Grezzano, frazione del comune di Borgo San Lorenzo, in provincia di Firenze, nel territorio dell'Arcidiocesi di Firenze.

## Storia
Già documentata nel 1086, quando il suo rettore è ricordato in un contratto enfiteutico, nel corso dei secoli è stata oggetto di numerose ristrutturazioni, fino all'ultimo intervento del 1963. Nel 1937 nella chiesa fu posta una lumiera in ferro battuto, nel 1939 fu demolita la cantoria, rimosso l'organo e collocato nel coro.

## Descrizione
Lo stile è romanico, con l'esterno in pietra.
All'interno conserva una Via Crucis in legno, un tabernacolo in terracotta invetriata della bottega di Giovanni della Robbia e un ciborio in pietra serena scolpita di manifattura fiorentina della fine del XV secolo.
Qui si trovava la Pala dello Spedalingo di Rosso Fiorentino, agli Uffizi dall'anno 1900.